# Xuxa Park
Xuxa Park fue un programa español de televisión, basado en el formato brasileño Xou da Xuxa, producido por Michael Jay Solomon y dirigido por Marlene Mattos. Se emitió durante 15 programas en 1992, en la cadena Telecinco.

## Antecedentes
Considerada un "boom televisivo", según la revista Semana, Xuxa también se convirtió en ídolo de los niños en España, debido a su éxito con la audiencia hispana gracias al programa argentino El Show de Xuxa, emitido en 17 países de América Latina por la red de Telefé, más los Estados Unidos por Univisión, con una audiencia estimada de 25 millones de espectadores.
La presentadora llamó la atención del público español desde su participación en dos programas de Telecinco el año anterior (1991), así como la publicación en el país de sus dos primeros álbumes en español Xuxa en 1990 y Xuxa 2 en 1991.

## Emisión
El programa se grabó íntegramente en la ciudad de Barcelona, donde se montó un estudio que reproduce un parque de atracciones. En un esquema similar al programa Xou da Xuxa, la atracción contaba con la participación de cantantes, artistas de circo y grupos de cómicos españoles, además de concursos y juegos; la novedad en relación con la versión brasileña, era que los padres y los niños podían competir en los juegos en equipo, formado por dos niños y un adulto.
Se emitió semanalmente los domingos, durante quince programas, de una hora y media durante el horario de primavera de Telecinco. Antes de la puesta en marcha del programa, la cadena organizó un encuentro para presentar formalmente a Xuxa y sus Paquitas a la prensa española.

## Recepción y audiencias
Cuatro meses después del estreno de Xuxa Park en Tele 5, la dirección de la cadena expresó su interés en renovar el contrato por otros cinco meses con la presentadora para una segunda temporada, pero las negociaciones no llegaron a buen puerto debido a la apretada agenda de Xuxa y las grabaciones de su programa en los Estados Unidos, que se estrenaría a principios del siguiente año en América del Norte.
El programa alcanzó altos índices de audiencia, con puntas de hasta el 45% de cuota de pantalla.